# Kappa Telescopii
Kappa Telescopii (31 Telescopii) é uma estrela na direção da constelação de Telescopium. Possui uma ascensão reta de 18h 52m 39.61s e uma declinação de −52° 06′ 25.7″. Sua magnitude aparente é igual a 5.18. Considerando sua distância de 293 anos-luz em relação à Terra, sua magnitude absoluta é igual a 0.41. Pertence à classe espectral G8/K0III.